# George Ramsay Cook
Pour les articles homonymes, voir Cook.
George Ramsay Cook, né le 28 novembre 1931 et décédé le 14 juillet 2016 à Toronto, est un historien et un professeur canadien.

## Biographie
Il est l'éditeur-en-chef du Dictionnaire biographique du Canada. Pendant vingt-cinq ans, jusqu'en 1996, il enseigne l'histoire à l'Université York.
Auteur de plusieurs livres en histoire, il donne son appui à Pierre Elliott Trudeau à l'élection fédérale canadienne de 1968.

## Ouvrages publiés
- The politics of John W. Dafoe and the Free press, 1963
- Canada and the French Canadian question, 1966
- French Canadian Nationalism, 1969
- The Maple leaf forever, 1971
- Canada 1896-1921: a nation transformed, avec Robert Craig Brown, 1975
- The regenerators: social criticism in late Victorian Canada, 1985
- Canada, Quebec and the uses of nationalism, 1986

## Honneurs
- Médaille J. B. Tyrrell, 1975
- Prix du Gouverneur général, 1985
- Membre de la Société royale du Canada
- Officier de l'Ordre du Canada
- Bourse Ramsay-Cook, 1997
- Prix Molson, 2005